# Allan Lindberg
Allan Lindberg   (Fagersta, 21 de juny de 1918 - Örebro, 2 de maig de 2004) fou un atleta suec, especialista en el salt de perxa, que va competir durant la dècada de 1940.
El 1948 va prendre part en els Jocs Olímpics d'Estiu de Londres, on fou dotzè en la prova del triple salt del programa d'atletisme.
En el seu palmarès destaca una medalla d'or en la prova del salt de perxa al Campionat d'Europa d'atletisme de 1946, i el campionat nacional de 1946. Va millorar el rècord nacional de perxa en dues ocasions.

## Millors marques
- Salt de perxa. 4,20 metres (1946)[4]